# T-Men
T-Men é um filme norte-americano de 1947, do gênero policial, dirigido por Anthony Mann e estrelado por Dennis O'Keefe e Mary Meade.